# سیمون روستی
سیمون روستی (انگلیسی: Simone Rossetti؛ زادهٔ ۹ ژوئن ۱۹۹۷) بازیکن فوتبال اهل ایتالیا است.